# Tylor Ongwae
Tylor Ongwae (nacido el 15 de julio de 1991 en Eldoret, Kenia) es un jugador de baloncesto profesional keniano que mide 2,01 metros y actualmente juega de alero en el  Nairobi City Thunder de la KBF de Kenia.

## Trayectoria

### Universidad
El jugador nacido en Kenia, es un alero formado en la Friends' School Kamusinga de la ciudad de Kimilili, en su país natal, ante de ingresar en 2011 en el Ranger College situado en Ranger, Texas. Tras dos temporadas en Ranger College, en 2013 ingresa en la Universidad de Luisiana en Monroe, situada en la ciudad de Monroe, en Luisiana, para dos temporadas la NCAA con los Louisiana–Monroe Warhawks.
En 2015, ingresa en la Universidad del Norte de Kentucky, situada en Highland Heights, Kentucky, con el que disputaría durante tres temporadas la NCAA con los Northern Kentucky Norse, desde 2015 a 2018.

### Profesional
Tras no ser drafteado en 2015, iniciaría su trayectoria profesional en el Solna Vikings de Suecia.
En la temporada 2016-17, se incorpora al Södertälje Kings de la Basketligan.
En verano de 2017, se marcha a Nueva Zelanda para jugar en el Taranaki Mountainairs. A su regreso a Europa, en la temporada 2017-18, firma por el SAM Basket Massagno de la LNA, la primera división del baloncesto suizo
En 2018, firma por el Bakken Bears de la Basketligaen, en el que jugaría durante cuatro temporadas, donde lograría tres [Basketligaen]], siendo nombrado en dos de ellas el mejor defensor del año y dos copas danesas.
Ongwae promedió 10 puntos y cinco rebotes por partido durante la temporada 2019-20 con Bakken. Volvió a firmar con los Bears el 22 de marzo de 2020. En 2020-21 y 2021-22, obtuvo los honores de Jugador Defensivo del Año de la Basketligaen danesa.
En 2022, firmó por el BC Parma ruso con el que disputó la Superliga de baloncesto de Rusia.
En mayo de 2023, Ongwae se unió a ABC Fighters para los playoffs de la Basketball Africa League (BAL), convirtiéndose en el primer keniano en jugar en el BAL. 
El 13 de octubre de 2023, firma por el Niners Chemnitz de la Basketball Bundesliga.
En agosto de 2024 regresó a su país para unirse al Nairobi City Thunder.

### Internacional
Ongwae ha sido internacional con la Selección de baloncesto de Kenia, con el que logró la medalla de plata en la  FIBA AfroCan 2019 y disputó el AfroBasket 2021 en Kigali, Ruanda.